# Judee Sill (album)
Albums de Judee Sill
Heart Food
(1973)
Judee Sill est le premier album de la chanteuse Judee Sill, sorti le 15 septembre 1971. C'est également le premier album sorti sur le label Asylum Records, créé par David Geffen la même année.
La plupart des chansons qui apparaissent sur l'album ont été écrites entre 1969 et 1971, après que les Turtles ont engagé Sill pour écrire des chansons pour Blimp Music : parmi celles-ci, ils enregistrent Lady-O.
La réédition de l'album chez Rhino Records, sortie en 2005, inclut en titres bonus un concert donné par Judee Sill le 3 octobre 1971 à Boston, en première partie de Crosby & Nash.

## Titres
Toutes les chansons sont écrites et composées par Judee Sill.
| 1. | Crayon Angels                    | 2:45 |
| 2. | The Phantom Cowboy               | 1:46 |
| 3. | The Archetypal Man               | 3:36 |
| 4. | The Lamb Ran Away With the Crown | 3:16 |
| 5. | Lady-O                           | 3:13 |
| 6. | Jesus Was a Cross Maker          | 3:29 |

| 7.  | Ridge Rider            | 4:48 |
| 8.  | My Man on Love         | 3:29 |
| 9.  | Lopin' Thru the Cosmos | 3:07 |
| 10. | Enchanted Sky Machines | 2:50 |
| 11. | Abracadabra            | 2:02 |

| 12. | The Pearl (version originale)                 | 1:48 |
| 13. | The Phoenix (version originale)               | 2:24 |
| 14. | Intro / The Vigilante (en concert)            | 4:36 |
| 15. | Lady-O (en concert)                           | 3:24 |
| 16. | Enchanted Sky Machines (en concert)           | 6:48 |
| 17. | The Archetypal Man (en concert)               | 4:02 |
| 18. | Crayon Angels (en concert)                    | 3:11 |
| 19. | The Lamb Ran Away With the Crown (en concert) | 4:30 |
| 20. | Jesus Was a Cross Maker (en concert)          | 4:55 |
| 21. | Jesus Was a Cross Maker (démo)                | 3:26 |

## Musiciens
- Judee Sill : chant, guitare, piano
- Rita Coolidge, Clydie King, Venetta Fields : chœurs
- Don Bagley, Bob Harris : orchestration
- David Crosby : guitare
- Graham Nash : orgue